# Famille de Francheville
La famille de Francheville est une famille subsistante de la noblesse française, originaire d'Écosse et implanté en Bretagne.

## Historique
La famille de Francheville est originaire d'Écosse. Au XVe siècle, Pierre de Francheville vient s'installer en Bretagne. Il se trouve dans la suite d'Isabelle d'Écosse, épouse du duc de Bretagne François Ier,. Il devient échanson du duc. Il se marie avec Marguerite de Trélan, fille du grand-veneur de Bretagne, gouverneur du château de Suscinio et de la presqu'île de Rhuys. Il reçoit du duc des lettres patentes de naturalisation, de confirmation de noblesse et d'anoblissement le 19 janvier 1477. Il est fait prisonnier à la bataille de St-Aubin-du-Cormier, en 1488.
Ses descendants s'installent à Sarzeau, au diocèse de Vannes.
La famille est maintenue dans sa noblesse d'extraction dans un arrêt du 20 août 1669, puis les 31 mars et 2 août 1732 et encore le 6 juin 1733 « par trois arrêts du Conseil d'État rendus contradictoirement ».
Plusieurs de ses descendants sont sénéchaux de Rhuys ou de Vannes, et l'on compte aussi Guillaume, auditeur des comptes en 1551, avocat-général en 1575; Jean, chevalier de l’ordre et maître d’hôtel du Roi en 1630 ; Pierre et Louis-Hercule, abbés de Saint-Jacut de 1616 à 1687 ; Catherine de Francheville, fondatrice des dames de la Retraite en 1664 ; Daniel, évêque de Périgueux et abbé de Tréport en 1691 ; trois avocats-généraux au parlement et deux présidents à mortier depuis 1664.[réf. nécessaire]

## Personnalités
- Catherine de Francheville (née en 1620 à Sarzeau près de Vannes - morte le 23 mars 1689) était une religieuse bretonne du XVIIe siècle[3].
- Daniel de Francheville, né en 1648, mort en 1702, évêque de Périgueux de 1693 à 1702 et abbé commendataire de Saint-Michel du Tréport de 1699 à 1702.
- Toussaint de Francheville, chef chouan (1736-1796) dans la presqu'île de Rhuys et le pays de Guérande pendant la Terreur[4].
- Gabriel de Francheville est un homme politique français né le 14 octobre 1778 à Guérande (Bretagne) colonel, député en 1830; décédé le 19 avril 1849 à Vannes (Morbihan)[5].
- Amédée de Francheville né à Nantes en 1802, mort à Sarzeau en 1889, est un homme politique et écrivain breton.
- Jules de Francheville né à Sarzeau en 1813, mort à Vannes en 1866, est un littérateur et poète[6].

## Alliances
Les principales alliances de la famille de Francheville sont de Trélan, de Marbeuf de Freslon, de Botherel, du Bot, Cillart de Gouvello, de Goulaine, du Breil de Pontbriand, de Carné-Trécesson, de Combles, d'Aux, de Bédée, de Lantivy, Huchet de la Bédoyère, de Trévelec, de Couessin, Picot de Plédran, du Bois de Ia Salle, de Montigny, de Langlais, Dumoulin de Paillart.

## Armes
| Blason | Nom de la famille et blasonnement                                                                            | Devise                                    |
| ------ | --- | ----------------------------------------- |
|        | Famille de Francheville, D’argent au chevron d’azur, chargé de six billettes percées d’or. [réf. nécessaire] | Honneur et bienfaisance.[réf. nécessaire] |

## Possessions
- Hôtel de Francheville, à Vannes
- Château de Truscat, à Sarzeau
- Jules de Francheville avait acheté le château de Suscinio à Mr Lange en 1852, exproprié par le département du Morbihan en 1965